# Camille, reine des Volsques
Pour les articles homonymes, voir Camille.
Camille, reine des Volsques est un opéra du compositeur français André Campra, d'abord jouée à l'Académie Royale de Musique (l'Opéra de Paris) le 9 novembre 1717. Il a la forme d'une tragédie en musique en un prologue et cinq actes. Le livret, d'Antoine Danchet, est basé sur l’Énéide de Virgile et concerne Camille, la reine des Volsques.

## Postérité
Des thèmes de cet opéra ont été utilisés dans La Guirlande de Campra, une composition de 1952, écrite en collaboration par Georges Auric, Arthur Honegger, Francis Poulenc et Germaine Tailleferre du groupe des Six, et par Daniel-Lesur, Roland-Manuel et Henri Sauguet. Cette œuvre a ensuite été utilisée pour un ballet de 1966 portant le même nom, ballet de John Taras.